# Lê Hoàng Phương
Lê Hoàng Phương (sinh ngày 27 tháng 12 năm 1995) là một Hoa hậu, kiến trúc sư kiêm người mẫu người Việt Nam. Cô đăng quang Hoa hậu Hòa bình Việt Nam 2023 và đại diện Việt Nam xuất sắc cán đích ngôi vị Á hậu 4 Hoa hậu Hòa bình Quốc tế 2023.
Cô từng lọt vào Top 10 Hoa hậu Hoàn vũ Việt Nam 2019 cùng giải phụ Người đẹp Biển 2019, sau đó cô lọt vào Top 5 Hoa hậu Hoàn vũ Việt Nam 2022 cùng với giải phụ Best Catwalk. Cô tiếp tục dự thi Hoa hậu Hòa bình Việt Nam 2023 và xuất sắc đăng quang ngôi vị cao nhất. Với danh hiệu này, cô đại diện cho Việt Nam dự thi Hoa hậu Hòa bình Quốc tế 2023 được tổ chức trên sân nhà và xuất sắc giành vị trí Á hậu 4 chung cuộc.

## Tiểu sử
Hoàng Phương sinh ra và lớn lên ở Khánh Hòa, Hoàng Phương từng tốt nghiệp ngành Kiến trúc Trường Đại học Công nghệ Thành phố Hồ Chí Minh. Ngay từ những ngày còn nhỏ Hoàng Phương đã yêu thích sân khấu và mong muốn được đứng trên sàn catwalk.
Năm 2019, khi cuộc thi Hoa hậu Hoàn vũ Việt Nam được tổ chức tại Khánh Hòa - ngay tại quê hương mình, Hoàng Phương đã đăng ký tham gia để có thể thực hiện mơ ước từ nhỏ của mình. Sở hữu chiều cao 1m76 cùng số đo 3 vòng 87-61-93, Hoàng Phương đã gây ấn tượng với nước da nâu, thần thái trình diễn cuốn hút.
Năm 2023, cô nàng đăng quang ngôi vị cao nhất của cuộc thi Hoa hậu Hòa bình Việt Nam và trở thành đại diện Việt Nam tại cuộc thi nhan sắc quốc tế Hoa hậu Hòa bình Quốc tế được tổ chức tại Việt Nam vào tháng 10.
Năm 2025, cô được bổ nhiệm làm giám đốc điều hành của cuộc thi Hoa hậu Hòa bình Việt Nam.

## Sự nghiệp

### Hoa hậu Hoàn vũ Việt Nam 2019, 2022
Năm 2019, Hoàng Phương tham gia Hoa hậu Hoàn vũ Việt Nam và lọt vào Top 10 chung cuộc cùng với hai giải phụ là Người đẹp Biển và Best Face.
Năm 2022, Hoàng Phương tiếp tục quay trở lại Hoa hậu Hoàn vũ Việt Nam. Ngày 25 tháng 6 năm 2022, cô chính thức lọt vào Top 5 chung cuộc.

### Hoa hậu Siêu quốc gia Việt Nam 2022
Cô chính thức ghi danh tại cuộc thi Hoa hậu Siêu quốc gia Việt Nam 2022 nhưng đã rút lui.

### Hoa hậu Hòa bình Việt Nam, Hoa hậu Hòa bình Quốc tế 2023
Năm 2023, cô chính thức ghi danh tại Hoa hậu Hòa bình Việt Nam. Vào đêm chung kết cô đã xuất sắc đăng quang ở ngôi vị cao nhất và chính thức đại diện Việt Nam tại Hoa hậu Hòa bình Quốc tế 2023, nơi cô đã giành ngôi Á hậu 4.

## Thành tích
- Top 10 Hoa hậu Hoàn vũ Việt Nam 2019
  - Người đẹp Biển
  - Best Face
- Top 5 Hoa hậu Hoàn vũ Việt Nam 2022
  - Best Catwalk
  - Giải ba Trang phục Truyền thống đẹp nhất
  - Top 5 Người đẹp Biển
- Đăng quang Hoa hậu Hòa bình Việt Nam 2023
  - Best Hair Improvement NH23
  - Best Profile Picture
- Á hậu 4 Hoa hậu Hòa bình Quốc tế 2023
  - Trang phục dân tộc đẹp nhất
  - Top 5 Ấn Tượng
  - Giải nhì Country's Power of the Year

Lĩnh Vực Người Mẫu:
- First Face Fashion Voyage 5
- First Face ELLE Fashion Show 2022
- First Face NTK Hoàng Hải tại Alluring India 2022 Fashion show
- First Face BST Tinh Tú - NTK Lê Ngọc Lâm
- First Face - Vedette BST Nước Đầu Nguồn - NTK Vũ Việt Hà
- Vedette BST BLOOMING FUNGI - NTK Lê Ngọc Lâm
- Vedette BST Vinawoman - NTK Brian Võ
- Vedette Kelly Pang Nails Fashion show
- Vedette Asian Kids Fashion Week
- Mentor Teen Models Vietnam
- Model tại Seoul Fashion Week 2019
- Model trình diễn cho các NTK Nguyễn Công Trí, Lê Thanh Hoà, Đỗ Long, Hoàng Hải, Adrian Anh Tuấn, Nguyễn Minh Tuấn,...
- Chụp ảnh campaign Xita, Kim cương Kintan, Symee Cosmetic, Valenciani, Elise, ...
- Model tạp chí Elle, Her World, One2 Fly, ...

## Show diễn tiêu biểu
| Năm  | Vị trí     | Bộ sưu tập                               | Khuôn khổ                                                             | Nhà thiết kế / Brand |
| ---- | ---------- | ---------------------------------------- | --------------------------------------------------------------------- | -------------------- |
| 2016 | Model      |                                          | Giao lưu với Khoa Kiến Trúc Mỹ Thuật Đại học HUTECH                   |                      |
| 2016 | Model      | Mpoint Exhibition Show Đại học Kiến trúc |                                                                       |                      |
| 2016 | Model      |                                          | Đêm hội văn hoá "Gala chào năm học mới và phát động Miss Hutech 2017" | Hoàng Minh Hà        |
| 2016 | Model      |                                          | Winter Wedding Đại học HUTECH                                         | Jun Trương           |
| 2017 | Model      | Amphetamin                               | Vietnam International Fashion Week Spring - Summer 2017               | Đỗ Long              |
| 2019 | Model      |                                          | Greedilous Fashion Show                                               |                      |
| 2019 | First Face | The First Look                           | “The Brave Way” Fashion Show                                          | Dcollab              |
| 2019 | Vedette    | Blooming Fungi                           | “The Brave Way” Fashion Show                                          | Lê Ngọc Lâm          |
| 2022 | Vedette    | Vinawoman                                | Vinawoman Fashion Show                                                | Khánh Vân x Brian Võ |
| 2022 | First Face | Tinh tú                                  | Vinawoman Fashion Show                                                | Lê Ngọc Lâm          |
| 2022 | Model      | Lãng du                                  | Vinawoman Beach Fashion Show                                          | Adrian Anh Tuấn      |
| 2023 | Model      | Giao Hoà Armonia                         | Hoang Hai Fashion Show                                                | Hoàng Hải            |
| 2023 | Model      | Hoa Trên Sóng Nước                       | Vietnam International Fashion Week Summer 2023                        | Lê Thanh Hoà         |
| 2023 | First Face | Nước Đầu Nguồn                           | Vietnam International Fashion Week Summer 2023                        | Vũ Việt Hà           |
| 2023 | Vedette    | Nước Đầu Nguồn                           | Vietnam International Fashion Week Summer 2023                        | Vũ Việt Hà           |

## Chương trình truyền hình
- Tôi là Hoa hậu Hoàn vũ Việt Nam (2019, 2022)
- Hoa hậu Siêu quốc gia Việt Nam 2023
- Quý Ông Hoàn Hảo
- Siêu bất ngờ
- Một trăm triệu một phút
- Hoa hậu Hòa bình Việt Nam 2023
- Hoa hậu Hoà bình Quốc tế 2023